# Erich Heger
Erich Johann Karl Heger (* 26. November 1906 in Troppau, Österreichisch-Schlesien, Österreich-Ungarn; † 20. Februar 1990 in Berlin-Zehlendorf) war ein deutscher Jurist, Rechtsanwalt und nationalsozialistischer Landrat.

## Leben und Wirken
Er war der Sohn des Kaufmanns Johannes Heger aus Troppau. Nach dem Schulbesuch studierte er Recht an der Karls-Universität Prag. Seitdem gehörte er der Burschenschaft Thessalia Prag an. Später wurde er auch Mitglied der Burschenschaft Obotritia Berlin. Er promovierte zum Dr. jur. und ließ sich in der Tschechoslowakei als Rechtsanwalt nieder. 1935 lebte er in Schreckenstein bei Ústí nad Labem.
Nach der deutschen Besetzung der Grenzgebiete der Tschechoslowakei infolge des Münchner Abkommens im Oktober 1938 und der Bildung des Reichsgaus Sudetenland wurde er im Oktober 1939 zunächst kommissarisch und im Oktober 1940 endgültig als Landrat im Landkreis Bischofteinitz eingesetzt.
Erich Heger ruht auf dem Friedhof Zehlendorf.